# Glenognatha iviei
Glenognatha iviei är en spindelart som beskrevs av Levi 1980. Glenognatha iviei ingår i släktet Glenognatha och familjen käkspindlar. Inga underarter finns listade i Catalogue of Life.